# ثيو سميت
ثيو سميت (بالهولندية: Theo Smit)‏ ولد بتاريخ 5 أبريل 1951 في أمستردام، هولندا، هو دراج هولندي سابق في صنف سباق الدراجات على الطريق وعلى المضمار.

## سجل النتائج

### سباقات أو مراحل فاز بها
- طواف فرنسا
- طواف إسبانيا

## روابط خارجية
- ثيو سميت على موقع أرشيف الدراجات (الإنجليزية)
- ثيو سميت على موقع إحصائيات الدراجات الإحترافية (الإنجليزية)